# إيما بولي
إيما بولي (بالإنجليزية: Emma Pooley) مواليد 3 أكتوبر 1982 في إنجلترا، المملكة المتحدة، هي دراجة بريطانية سابقة. سبق أن شاركت في دورة الألعاب الأولمبية الصيفية وفازت بميدالية أولمبية.

## سباقات أو مراحل فاز بها
- بطولة العالم لسباق الدراجات على الطريق

## الميداليات
| الميدالية | المسابقة                                    |
| --------- | ------------------------------------------- |
| فضية      | الألعاب الأولمبية الصيفية 2008              |
| فضية      | دورة ألعاب الكومنولث 2014                   |
| فضية      | دورة ألعاب الكومنولث 2014                   |
| برونزية   | بطولة العالم لسباق الدراجات على الطريق 2012 |

## روابط خارجية
- إيما بولي على موقع الاتحاد الدولي لألعاب القوى (الإنجليزية)
- إيما بولي على موقع الاتحاد الألماني للألترا ماراثون (الإنجليزية)
- إيما بولي على موقع ThePowerOf10.info (الإنجليزية)
- إيما بولي على موقع الاتحاد الدولي للدراجات (الإنجليزية)
- إيما بولي على موقع أرشيف الدراجات (الإنجليزية)
- إيما بولي على موقع إحصائيات الدراجات الإحترافية (الإنجليزية)
- إيما بولي على موقع نسبة الدراجات (الإنجليزية)
- إيما بولي على موقع CycleBase (الإنجليزية)
- إيما بولي على موقع اتحاد الترياتلون الدولي (الإنجليزية)
- إيما بولي على موقع رابطة إحصائيات سباق الطريق (الإنجليزية)